# گرمک (قزوین)
گرمک (قزوین)، روستایی از توابع بخش رودبار شهرستان شهرستان قزوین در استان قزوین ایران است.

## جمعیت
این روستا در دهستان رودبار محمد زمانی قرار دارد و براساس سرشماری مرکز آمار ایران در سال ۱۳۸۵، جمعیت آن ۷۷ نفر (۲۰خانوار) بوده‌است.

## زبان
اهالی روستای گرمک زبان تاتی را با لهجه اصیلی صحبت می‌کنند.